# Keisha
Keisha (ur. 22 października 1966 w Los Angeles) – amerykańska aktorka pornograficzna pochodzenia hiszpańskiego, meksykańskiego, tubylczych Amerykanów, szwedzkiego i angielskiego.

## Życiorys

### Wczesne lata
Urodziła się w Los Angeles w stanie Kalifornia. Uczęszczała do Westchester High School w Westchester. Po ukończeniu szkoły średniej, w 1984 roku Keisha mając 17 lat została zatrudniona jako sekretarka prawna, a następnie podjęła pracę jako operatorka seks-telefonu.
W latach 1996–1999 uczęszczała do Santa Monica Junior College, a podczas weekendów dorabiała w nocnym klubie jako striptizerka. Studiowała na wydziale psychologii w UCLA.

### Kariera
W wieku 19 lat pojawiła się w swoim pierwszym filmie Having It All (1985) z Tomem Byronem. W lutym 1986 właściciel firmy zajmującej się seksem telefonicznym zabrał ją na uroczystą galę rozdania nagród XRCO Award. 
W marcu 1986, gdy jedna z wykonawczyń wycofała się ze sceny, Keisha wkroczyła, aby ją zastąpić w filmie Moonlight Entertainment Reckless Passion. 
Pojawiła się w ponad 300 filmach, w tym w porno parodii 9 1/2 tygodnia - 10 1/2 Weeks (1986), Rears (1986) z Tracey Adams, Foxy Lady 5 (1986) z Blake’em Palmerem, Furburgers (1987) z Paulem Thomasem, Let's Get It On (1987) z Amber Lynn, Fatal Erection (1988) z Niną Hartley i Barbarą Dare, The Phantom of the Cabaret II (1989) z Jamie Gillisem, Sorority Pink 2 (1989) z Porsche Lynn i Mai Lin, Body Music 2 (1990) z Peterem Northem i Erikiem Edwardsem, Defying The Odds (1995) z Seanem Michaelsem, White Lightning (1999) z Ginger Lynn, Sodomania: Orgies 1 (1999) z Herschelem Savage’em, Paradise Hole (2000) z Evanem Stone’em, Bottom Dweller 6: Sex After Death (2000) z Tonim Ribasem i Sophie Evans, It's a Daddy Thing! 2 (2006) z Markiem Davisem, Cock Wow (2009) z Nacho Vidalem oraz Dark Haired Vixens (2014) z Johnem Holmesem.
Wystąpiła także jako kobieta w motelu w filmie sci-fi Obserwatorzy II (Watchers II, 1990) z Markiem Singerem i Tracy Scoggins, dreszczowcu Zamiatacz (The Sweeper, 1996) jako matka Mollsa (Ed Lauter) u boku C. Thomasa Howella i Jeffa Faheya oraz komedii Artie Lange's Beer League (2006) z Ralphem Macchio, Carą Buono, Joe Lo Truglio i Seymourem Casselem.
Poza planem filmowym spotykała się z aktorem porno Julianem. W 1992 roku wyszła za mąż.
W 1996 roku przerwała karierę i rozpoczęła studia. W 1998 roku została członkinią AVN Hall of Fame. W 1999 powróciła do branży porno.

## Nagrody i nominacje
| Rok  | Nagroda    | Kategoria                 | Film                         | Rezultat  |
| ---- | ---------- | ------------------------- | ---------------------------- | --------- |
| 1987 | AVN Award  | Najlepsza aktorka - wideo | -                            | Nominacja |
| 1988 | AVN Award  | Najlepsza aktorka - wideo | Seduction of Jennifer (1986) | Nominacja |
| 1998 | AVN Award  | AVN Hall of Fame          | -                            | Wygrana   |
| 2006 | XRCO Award | XRCO Hall of Fame         | -                            | Wygrana   |